# Trauerhakenschnabel

Verbreitungsgebiet (grün) des Trauerhakenschnabels in Venezuela

Der Trauerhakenschnabel (Diglossa venezuelensis) ist eine Vogelart aus der Familie der Tangaren (Thraupidae). Das Verbreitungsgebiet dieser endemischen Art ist auf das südamerikanische Land Venezuela begrenzt. Der Bestand wird von der IUCN als stark gefährdet (Endangered) eingeschätzt.

## Merkmale
Der Trauerhakenschnabel erreicht eine Körperlänge von etwa 12,7 bis 13,5 Zentimetern. Das Gefieder des Männchens ist fast komplett schwarz und hat weiße Bauchbüschel. An den Flügeln hat es ebenfalls eine weiße Linie. Das Weibchen hat einen gelb-olivefarbenen Kopf. Der Rest der Oberseite ist olivbraun. Die Kehle und die Brust sind matt dunkel-olivegelb und gehen im hinteren Teil der Unterseite ins Olivbraun über. Die weißen Bauchbüschel und der Flügelstreifen ist ähnlich wie beim Männchen. Der nach oben gewandte schwarze Schnabel hat bei beiden eine hakenförmige Spitze.

## Verbreitung und Lebensraum
Man findet den Trauerhakenschnabel in feuchten Waldrändern, relativ neuer bis fortgeschrittener Sekundärvegetation sowie waldnahen Gebüschen in Höhen zwischen 1525 und 2450 Metern. Er wurde bisher in der Cordillera de  Caripe und der  Paria-Halbinsel beobachtet. Es wird vermutet, dass der Vogel nur in Gebieten vorkommt, in denen Clusia sowie anderen Kräuter domieren.

## Verhalten
Der Vogel wirkt normalerweise nervös und hyperaktiv. Dabei holt er sich seinen Nektar praktisch in allen Stratifikationsschichten. Meist ist er aber in den mittleren Strauchschichten auf der Suche nach Nahrung. Oft sieht man ihn auch bodennah im Dickicht der Helikonien. Er ist als Einzelgänger und in Paaren unterwegs. Normalerweise sieht man ihn nicht zusammen mit gemischten Vogelscharen.